# Araneus salto
Araneus salto är en spindelart som beskrevs av Levi 1991. Araneus salto ingår i släktet Araneus och familjen hjulspindlar. Inga underarter finns listade i Catalogue of Life.